# Intelsat 4
Intelsat 4 – satelita telekomunikacyjny należący do operatora Intelsat, międzynarodowego giganta w tej dziedzinie, który od 1965 roku wyniósł na orbitę przeszło 80 satelitów. Pierwotnie nazywał się PanAmSat 4 (PAS-4) i należał do operatora PanAmSat, który w 2006 roku został przejęty przez Intelsat. Nową nazwę otrzymał 1 lutego 2007.
Satelita został wyniesiony na orbitę 3 sierpnia 1995. Pracował na orbicie geostacjonarnej (nad równikiem), początkowo na pozycji 68,5 stopniu długości geograficznej wschodniej, a od 2008 na 72°E. Nadawał sygnał stacji telewizyjnych, radiowych, przekazy telewizyjne oraz dane (oferując usługi dostępu do Internetu) w czterech wiązkach do odbiorców w Europie (i europejskiej części Rosji), Azji oraz w Afryce. 1 lutego 2010 zakończył pracę i jeszcze w tym samym miesiącu został przesunięty na orbitę cmentarną znajdującą się ponad orbitą geostacjonarną.